# Giuseppe Cenni
Giuseppe Cenni (27 de fevereiro de 1915 - 4 de setembro de 1943) foi um oficial e aviador italiano. Ascendeu ao posto de major na força aérea italiana, e foi considerado um herói de guerra durante a Segunda Guerra Mundial. Participou na Guerra Civil Espanhola como piloto da Aviação Legionária, onde abateu sete aeronaves inimigas, o que fez dele um ás da aviação.